# هاري مايرز
هاري مايرز (بالإنجليزية: Harry Myers)‏ هو مخرج وممثل أمريكي، ولد في 5 سبتمبر 1882 بنيو هيفن في الولايات المتحدة، وتوفي في 25 ديسمبر 1938 بهوليوود في الولايات المتحدة بسبب ذات الرئة.

## أعمال

### أفلام
- (1927) اليمامة
- (1931) أضواء المدينة
- (1936) سان فرانسيسكو
- (1938) الأغبياء
- (1938) كنتاكي

## وصلات خارجية
- هاري مايرز على موقع IMDb (الإنجليزية)
- هاري مايرز على موقع أول موفي (الإنجليزية)
- هاري مايرز على موقع قاعدة بيانات برودواي على الإنترنت (الإنجليزية)
- هاري مايرز على موقع قاعدة بيانات برودواي على الإنترنت (الإنجليزية)
- هاري مايرز على موقع قاعدة بيانات الأفلام السويدية (السويدية)
- هاري مايرز على موقع إن إن دي بي (الإنجليزية)
- هاري مايرز على موقع قاعدة بيانات الفيلم (الإنجليزية)
- هاري مايرز على موقع كينوبويسك (الروسية)